# أثل فرنسي
الأَثل الفرنسي[بحاجة لمصدر] أو البُجْمُ (باللاتينية: Tamarix gallica) هو أحد أنواع الأثل.

## الموطن الأصلي
```
أوطانه الأصلية في 
المملكة العربية السعودية
 
وشبه جزيرة سيناء
 ، وشائعة للغاية في جميع أنحاء 
منطقة البحر الأبيض المتوسط
. وهو موجود في العديد من المناطق الأخرى كنوع من الأنواع الغازية، وغالبًا ما يصبح من الحشائش الضارة.
[
6
]
 تم وصفه لأول مرة من قبل عالم التصنيف كارل لينيوس في عام 1753، ولكن كان يُزرع في الواقع منذ عام 1596.
[
7
]
```

## الوصف النباتي
هو شجيرة أو شجرة نفضية يمكن أن يصل ارتفاعها إلى 5 أمتار. لون النورات زهري.